# Saint-Pierre-Lafeuille
Saint-Pierre-Lafeuille é uma comuna francesa na região administrativa de Occitânia, no departamento de Lot. Estende-se por uma área de 8,52 km². Em 2010 a comuna tinha 377 habitantes (densidade: 44,2 hab./km²).